# Escola de Directors d'Indústries Elèctriques
L'Escola de Directors d'Indústries Elèctriques fou una institució educativa creada per la Mancomunitat de Catalunya l'any 1917.
En plena vigència de la Mancomunitat de Catalunya, l'any 1917 la Diputació de Barcelona crea l'Institut d'Electricitat Aplicada junt amb l'Escola de Directors d'Indústries Elèctriques. Dos anys més tard, veu la llum l'Escola de Directors d'Indústries Mecàniques, dins del paraigua de l'Institut.
Per a aquestes dues escoles, els estudis de preparació són els mínims possibles i tampoc s'ensenya cap tema de matemàtiques ni de física i química que no sigui necessari per a l'exercici d'aquesta professió. En aquests estudis són considerats com a elementals els coneixements d'organització de tallers, la constitució de societats per a l'explotació d'una indústria i el coneixement dels mercats. Aquestes escoles compten amb dos espais de 930 metres quadrats cadascun. El primer disposa de cinc sales de laboratoris mecànics i, el segon, de quatre sales de laboratoris elèctrics.